# Gualán
Gualán – miasto na południowym wschodzie Gwatemali, drugie pod względem liczebności mieszkańców w departamencie Zacapa. Według danych szacunkowych z 2012 roku liczba mieszkańców wynosiła 33 729 osób. Miasto leży około 44 km na północny wschód od stolicy departamentu miasta Zacapa i około 20 km od granicy Hondurasem. Gualán leży na wysokości 141 m n.p.m., nad rzeką Motagua.  

## Gmina Gualán
Miejscowość jest także siedzibą władz gminy o tej samej nazwie, która jest największą z dziesięciu gmin w departamencie. W 2012 roku gmina liczyła 40 467 mieszkańców a w jej skład oprócz miejscowości Gualán wchodziło 10 wsi i osiedli. Gmina jak na warunki Gwatemali jest dość duża, a jej powierzchnia obejmuje 696 km².
Mieszkańcy, według danych z 2006 roku, utrzymują się głównie z przetwórstwo rolno-spożywczego (76%), rolnictwa (16%), hodowli zwierząt (3%), rzemiosła artystycznego (4%). W rolnictwie oprócz uprawianych w całej Gwatemali kukurydzy i fasoli to największy wolumen produkcji stanowi uprawa pomidorów, papryki, manioku i kawy. W produkcji zwierząt najczęściej jest produkowana trzoda chlewna i bydło na mięso. Wyroby rzemieślnicze z których znana jest gmina Gualán to wyroby stolarskie ze szczególnym uwzględnieniem mebli.
Klimat gminy jest równikowy. Według klasyfikacji Köppena należy do klimatów tropikalnych monsunowych, z wyraźną porą deszczową występującą od maja do października, z codziennymi opadami przez około 90 dni. Temperatura powietrza zawiera się w przedziale pomiędzy 21 a 34ºC.